# Desmodium vargasianum
Desmodium vargasianum är en ärtväxtart som beskrevs av Bernice Giduz Schubert. Desmodium vargasianum ingår i släktet Desmodium och familjen ärtväxter. IUCN kategoriserar arten globalt som livskraftig.

## Underarter
Arten delas in i följande underarter:
- D. v. arcuatum
- D. v. bracteatum
- D. v. ellipticum
- D. v. vargasianum